# Acácio de Almeida
Acácio de Almeida est un directeur de la photographie portugais, né le 29 juin 1938. Il a reçu un prix Sophia d'honneur en 2013.

## Biographie
Après avoir été l'un des principaux chefs opérateurs du Novo Cinema, il poursuit avec d'importants réalisateurs portugais (João César Monteiro, Pedro Costa, Teresa Villaverde...) et étrangers (Jacques Rozier, Alain Tanner, Raoul Ruiz...).

## Filmographie partielle
- 1970 : Qui court après les souliers d'un mort meurt nu-pieds (Quem Espera por Sapatos de Defunto Morre Descalço) de João César Monteiro
- 1970 : O Cerco d'António da Cunha Telles
- 1972 : Fragment d'un film-aumône de João César Monteiro
- 1974 : Jaime d'António Reis
- 1975 : Brandos Costumes d'Alberto Seixas Santos
- 1975 : Que ferais-je de cette épée ? (Que Farei com Esta Espada?) de João César Monteiro
- 1976 : Trás-os-Montes d'António Reis
- 1978 : Veredas de João César Monteiro
- 1981 : Le Territoire de Raoul Ruiz (cadreur)
- 1982 : Sylvestre de João César Monteiro
- 1983 : La Ville des pirates de Raoul Ruiz
- 1983 : Dans la ville blanche d'Alain Tanner
- 1983 : Le Cercle des passions de Claude d'Anna
- 1984 : Manoel dans l'île des merveilles de Raoul Ruiz
- 1985 : Vertiges de Christine Laurent
- 1985 : Jusqu'à la nuit de Didier Martiny
- 1985 : Aspern de Eduardo de Gregorio
- 1985 : Notre mariage de Valeria Sarmiento
- 1985 : L'Île au trésor de Raoul Ruiz
- 1986 : Maine Océan de Jacques Rozier
- 1987 : Une flamme dans mon cœur d'Alain Tanner
- 1988 : El placer de matar de Félix Rotaeta
- 1988 : L'Autre Nuit de Jean-Pierre Limosin
- 1988 : Les Mendiants de Benoît Jacquot
- 1989 : Étoile de Peter Del Monte
- 1995 : Fugueuses de Nadine Trintignant
- 1998 : L'Inconnu de Strasbourg de Valeria Sarmiento
- 1998 : Os Mutantes de Teresa Villaverde
- 2001 : Ceux d'en face de Jean-Daniel Pollet
- 2002 : Le Loup de la côte Ouest d'Hugo Santiago
- 2003 : Carême (Quaresma) de José Álvaro Morais
- 2003 : Ce jour-là de Raoul Ruiz
- 2011 : Cisne (Swan) de Teresa Villaverde
- 2017 : Contre ton cœur de Teresa Villaverde